# Àcid hidroxiacètic
L'àcid hidroxiacètic, conegut abans com a àcid glicòlic, és un compost orgànic de la classe dels àcids carboxílics i és el més petit dels àcids del tipus AHA. És un sòlid higroscòpic incolor i inodor molt soluble en aigua. Es fa servir en diversos productes per tenir cura de la pell i es troba, per exemple en la bava de caragol i en conreus que tenen sucre.

## Preparació
Es prepara per reacció de l'àcid cloroacètic amb hidròxid de sodi seguit per reacidificació:
ClCH₂CO₂H + NaOH → HOCH₂CO₂H + NaCl
També hi ha altres mètodes de producció. Es pot aïllar de fonts naturals com la canya de sucre, la remolatxa, la pinya americana, el meló cantalup i el raïm encara no madur. També es pot preparar per a un procés bioquímic enzimàtic que dona molt poques impureses i és menys costós energèticament.

## Usos
L'àcid hidroxiacètic penetra molt bé a la pell i serveix per a l'exfoliació o “peeling” de la pell, sota control mèdic. Pot reduir les arrugues i l’acnè (Acne vulgaris), la hiperpigmentació i millorar altres afeccions cutànies incloent la queratosi actínica, hiperqueratosi i queratosi seborreica.
L’àcid hidroxiacètic també és un intermediari útil per la síntesi orgànica en un rang de reaccions incloent oxidació, redox, esterificació i polimerització de cadena llarga. Es fa servir com a monòmer en la preparació de diversos polímers biocompatibles (per exemple: PLGA). S’usa en la indústria tèxtil i en el processament d’aliments com saboritzant o conservant. S’inclou sovint a la tinta i les pintures. Té derivats usats comercialment.

## Seguretat
És un irritant fort. Com l'etilèglicol, es metabolitza a àcid oxàlic, cosa que el pot fer perillós si s’ingereix.